# ألفونسو كاسترو
ألفونسو كاسترو (27 مارس 1955 فيرول إسبانيا - ) هو لاعب كرة قدم إسباني، يلعب كمهاجم.